# 대상법
대상법(帶狀法, 영어: belt transect)은 생물학, 특히 생물통계학에서 연안이나 초원과 같이 특정 지에서된 생물의 분포를 추정하는 데 사용된다.
대상법은 라인 트랜섹트 방법(line transect method)과 유사하지만, 종의 존재 여부뿐만 아니라 풍부도에 대한 정보도 제공한다.

## 방법
대상법은 기준선(transect line)을 긋고, 선의 첫 번째 표시 지점에서 시작하여 선 위에 방형구(quadrat)를 설정한다. 측정의 대상이 되는 종에 따라 방형구의 크기와 기준선의 길이를 자유롭게 설정할 수 있다. 각 방형구 내에 존재하는 종의 모든 개체를 세어 존재비를 추정할 수 있다. 이 방법은 영구 설치를 통한 장기 관찰에도 적합하다.